# Национальный университет «Киево-Могилянская академия»
Национа́льный университе́т «Киево-Могиля́нская акаде́мия» (укр. Національний університет «Києво-Могилянська Академія», сокращённо НаУКМА) — украинское высшее учебное заведение, основанное в 1991 году. Размещается в корпусах исторической Киево-Могилянской академии (1659—1817) и позиционирует себя как её продолжателя. Университетский городок расположен на Подоле в Киеве, между Контрактовой площадью и набережной Днепра. С 2009 по 2014 год имел статус автономного исследовательского университета.

## История

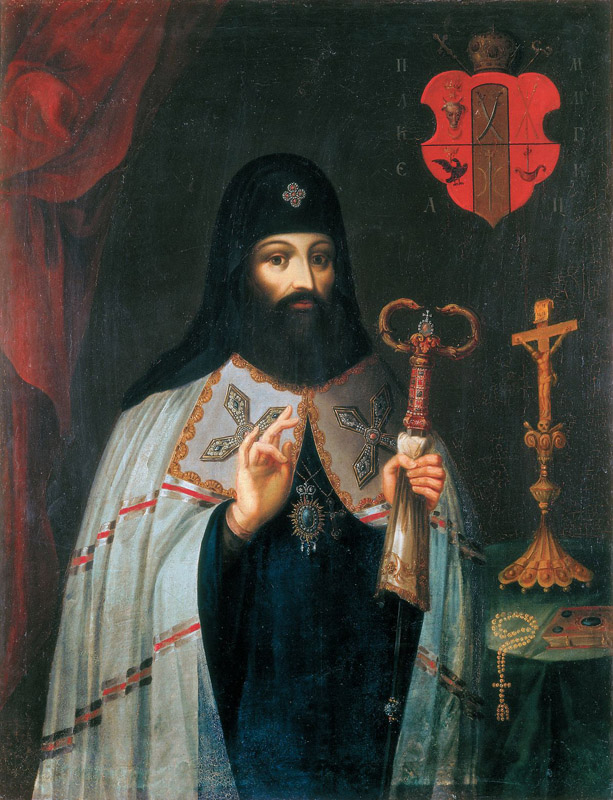
Пётр Могила — основатель Киево-Могилянской коллегии

НаУКМА позиционирует себя как преемницей исторической Киево-Могилянской академии (1659—1817). По распоряжению правительства и указом Синода от 14 августа 1817 года Академия была закрыта, в её здании была открыта Киевская духовная семинария, реорганизованная в 1819 году в Киевскую духовную академию.
19 сентября 1991 года была создана современная НаУКМА по распоряжению Председателя Верховной Рады Украины «О возрождении Киево-Могилянской академии». Главным инициатором её создания был Вячеслав Брюховецкий, который стал первым президентом НаУКМА. Важную роль в создании НаУКМА сыграли деканы-организаторы: Сергей Семёнович Иванюк — декан-организатор гуманитарного факультета, Алексей Васильевич Гарань — декан-организатор факультета общественных наук, Виталий Павлович Замостьян — декан-организатор факультета естественных наук.
Для собрания необходимых в начале средств был создан Научно-исследовательский центр «Наследие Киево-Могилянской академии», Международный благотворительный фонд возрождения Киево-Могилянской академии и Киево-Могилянский фонд Америки. Университету были пожертвованы частные библиотеки, ремонт и обустройство новых корпусов были в значительной степени профинансированы частными лицами. Так, бакалаврская библиотека была отреставрирована с помощью Фонда Емельяна и Татьяны Антоновичей и носит имя Антоновичей.
24 августа 1992 года первые студенты НаУКМА начали своё обучение. В 1994 году университет получил статус национального и был аккредитован по четвёртому уровню аккредитации.
Некоторое время НаУКМА имел два филиала в Остроге и в Николаеве. Позднее они стали отдельными университетами — Национальным университетом «Острожская академия» и Черноморским государственным университетом им. Петра Могилы. При участии НаУКМА также была создана Кременецкая областная гуманитарно-педагогическая академия имени Тараса Шевченко. Под опекой университета действует также сеть коллегиумов, которая насчитывает 12 учебных заведений по всей Украине.
27 января 2023 года в НаУКМА запретили использовать русский язык.

## Факультеты
В настоящее время Национальный университет «Киево-Могилянская академия» имеет 6 факультетов:
- Факультет гуманитарных наук
- Факультет экономических наук
- Факультет информатики
- Факультет правовых наук
- Факультет естественных наук
- Факультет социальных наук и социальных технологий

## Научная библиотека

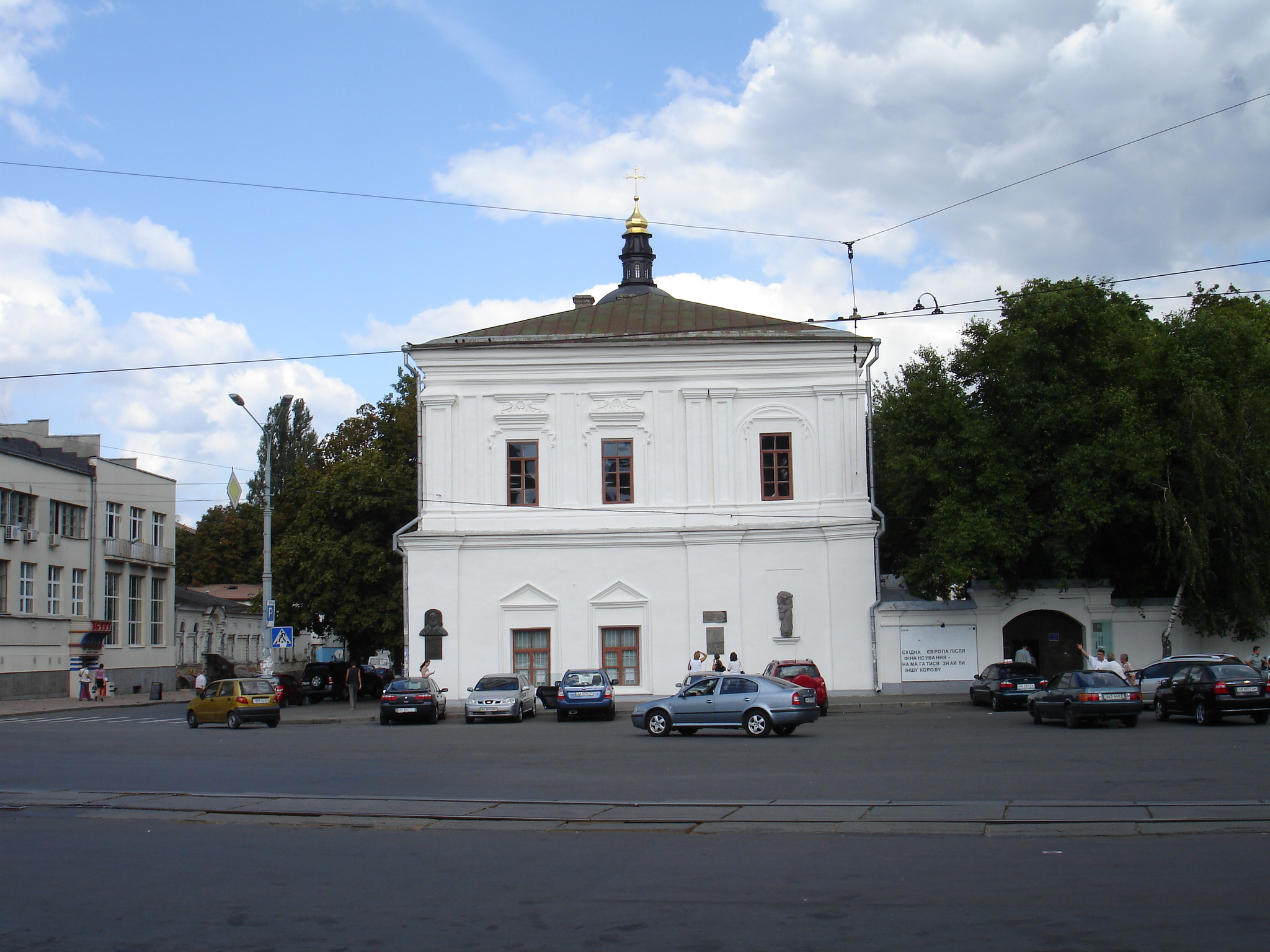
Староакадемический корпус НаУКМА, где расположена библиотека

Библиотека университета — одна из крупнейших и старейших в Украине, является членом Украинской библиотечной ассоциации и Ассоциации исследовательских библиотек Европы (LIBER).. Общий фонд библиотеки составляет более миллиона томов, включая 330 тыс. названий электронных ресурсов: (электронных журналов и книг, баз данных и т. п.). Ежедневно обслуживает до 2300 пользователей. Библиотечная коллекция полностью представлена в электронном каталоге. В фондах библиотеки хранятся 67 частных коллекции учёных, культурных и общественных деятелей.

## Рейтинги и репутация

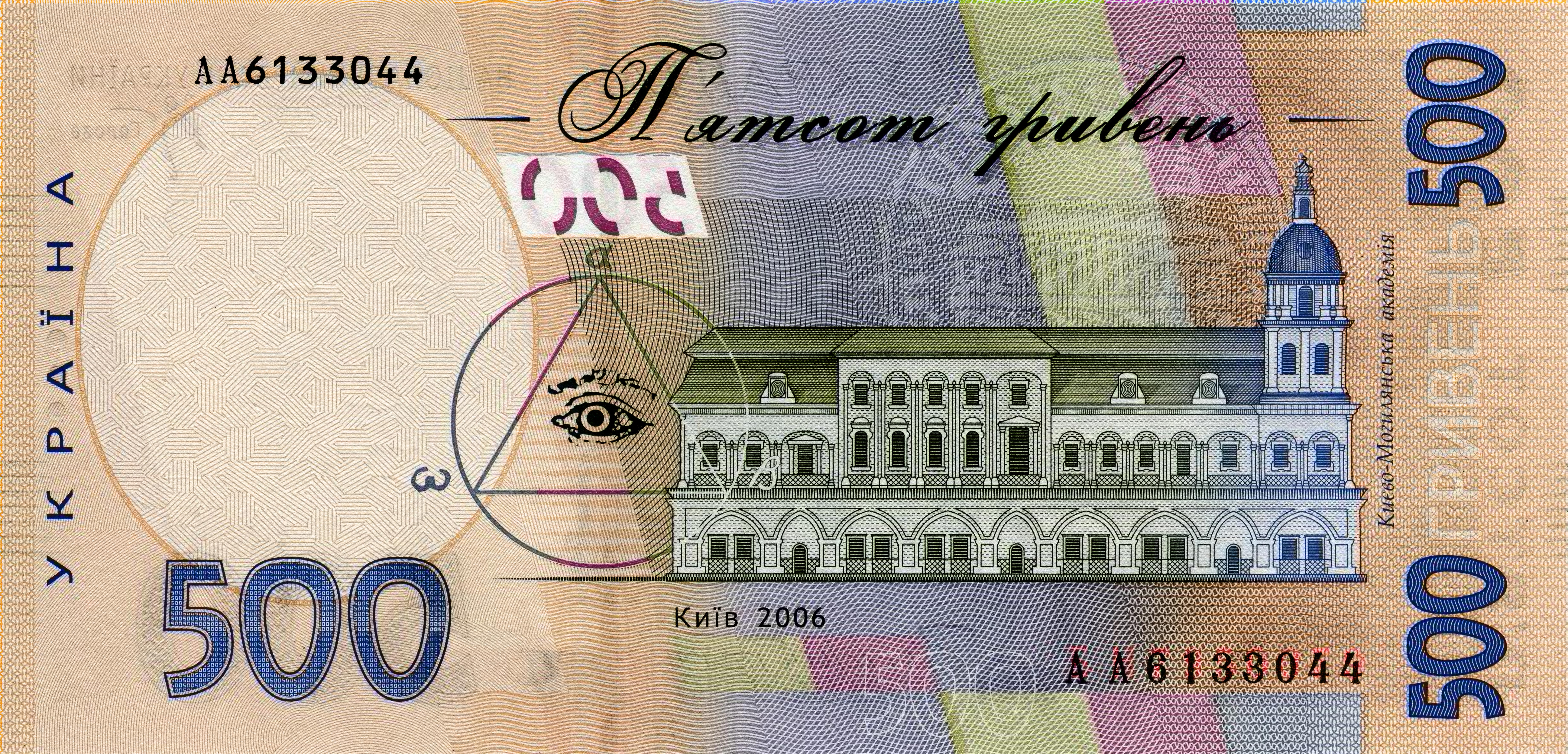
500 гривен с изображением Киево-Могилянской академии

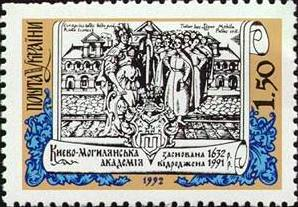
Почтовая марка Украины, посвящённая Киево-Могилянской академии, 1992 год

В 2005 году в рейтинге Корреспондент.net Лучшие вузы Украины глазами работодателей НаУКМА занял третье место по Украине.
В соответствии с рейтингом университетов, определённым еженедельником Зеркало недели в 2007 году, НаУКМА занял третье место среди 200 украинских ВУЗов. Согласно приведённому в 2007 г. в журнале Деньги рейтингу НаУКМА занимает первое место по подготовке специалистов в гуманитарной и экономической областях и второе место в юридической области.
В 2008 году, в рейтинге 228-ми украинских ВУЗов, определённым благотворительным фондом «Развитие Украины» Рината Ахметова, НаУКМА разделил второе место с Киевским Политехническим Институтом (первое разделили между собой Киевский национальный университет имени Тараса Шевченко и Национальная юридическая академия им. Ярослава Мудрого).
В 2009 году, согласно мониторингу научных и высших образовательных учреждений в соответствии с международным индексом цитирования, НаУКМА получил 36-е место среди всех украинских высших учебных заведений
В 2009 году, по результатам общенационального рейтинга «Компас-2009» (журнал «Корреспондент» от 22 мая 2009 года), НаУКМА занял 2-е место.
Киево-Могилянская Бизнес-Школа трижды признавалась лучшей бизнес-школой Украины согласно рейтингу журнала «Деловой».
В 2018 году, согласно консолидированному рейтингу вузов Украины, НаУКМА занял 6-е место в общей таблице и 3-е место среди киевских университетов.
| Рейтинг                                 | 2005 | 2006 | 2007 | 2008 | 2009 | 2010 | 2011 | 2012 | 2013 |
| --------------------------------------- | ---- | ---- | ---- | ---- | ---- | ---- | ---- | ---- | ---- |
| Компас                                  | -    | -    | 2    | 2    | 2    | 4    | 4    | 3    | 4    |
| Дзеркало тижня/ЮНЕСКО                   | -    | -    | -    | 3    | 9    | 8    | 5    | 4    | 4    |
| Деньги                                  | -    | -    | 2    | 2    | 2    | 2    | -    | -    | -    |
| Корреспондент.net                       | 3    | -    | 2    | 3    | -    | 2    | -    | 2    | 2    |
| Комментарии:                            | -    | -    | -    | -    | -    | 2    | -    | -    | -    |
| Студентська рада Києва                  | -    | -    | -    | -    | 3    | -    | -    | -    | -    |
| Консолідований рейтинг вузів України    | -    | -    | -    | -    | -    | -    | 3    | -    | -    |
| Webometrics                             | -    | -    | -    | -    | 9    | 2    | 7    | 30   | -    |
| 4 International Colleges & Universities | -    | -    | -    | -    | -    | 9    | 16   | 7    | 92   |
| EduRoute                                | -    | -    | -    | -    | -    | -    | >20  | -    | -    |

Согласно с рейтингами ведущих университетов мира, НаУКМА занимает 3468-е место в мире (Webometrics, 2020 р.) или 6277-е место в мире (4 International Colleges & Universities, 2015 р.).

## Ректоры
- Вячеслав Брюховецкий (1992—2007)
- Сергей Квит (2007—2014)
- Андрей Мелешевич[укр.] (2014—2019)
- Сергей Квит (с 2022)